# Lilian Samaniego
Lilian Graciela Samaniego González  (Assunção, 25 de fevereiro de 1965) é uma bioquímica e política paraguaia.
Iniciou sua militância política em março de 1982, quando ingressou no Partido Colorado. Como senadora, foi eleita suplente em 2003, assumindo em 2004. Foi reeleita em 2008 e em 2013.